# Enrico Santoro
Enrico Santoro (Isernia, 18 settembre 1932) è un politico e avvocato italiano.

## Biografia
Nato a Isernia nel 1932, laureato in giurisprudenza, ha esercitato la professione di avvocato.
Esponente alla Democrazia Cristiana, è stato per molti anni consigliere comunale e assessore nella sua città natale e sindaco di Isernia dal 1965 al 1972. Eletto per la prima volta in Consiglio regionale del Molise nel 1980 per la provincia di Isernia con 8.580 preferenze, fu riconfermato nel 1985 con 8.999 voti individuali e nel 1990 con 9.100, restando ininterrottamente in carica fino al 1994 e ricoprendo anche la carica di assessore regionale dal 1989 al 1990. Dal 1990 al 1992 fu presidente della regione alla guida di una maggioranza composta da DC, PSI, PSDI e PRI e per un breve periodo anche presidente della Conferenza delle regioni e delle province autonome.
Dal maggio 2000 al gennaio 2001 è stato di nuovo consigliere regionale per il Centro Cristiano Democratico, conseguendo 1.109 preferenze.